# الدوري الألماني الشرقي
```
كان 
دوري ألمانيا الشرقية الأعلى
 
(
بالألمانية
: 
DDR-Oberliga
)
 أعلى دوري كرة قدم في 
ألمانيا الشرقية
.
```

## نظرة عامة
في أعقاب الحرب العالمية الثانية ، ظهرت مسابقات رياضية منفصلة في النصفين الشرقي والغربي المحتلين من ألمانيا، لتحل محل "Gauligas" في العصر النازي .
في ألمانيا الشرقية، تم إنشاء مسابقة كرة القدم في دوري الدرجة الأولى، وهي أعلى دوري في نظام دوري كرة القدم في ألمانيا الشرقية، في عام 1949 باسم الرابطة العليا للرياضة الألمانية. ابتداءً من عام 1958 ، كانت تحمل اسم دوري ألمانيا الشرقية الممتاز وكانت جزءًا من هيكل الدوري في اتحاد ألمانيا الشرقية لكرة القدم .
في موسم افتتاحه في 1949/50 ، كان الدوري يتكون من 14 فريقًا مع مقعدي هبوط.  على مدار المواسم الأربعة التالية، تباين عدد الفرق في الدوري وتضمن أي عدد من 17 إلى 19 فريقًا مع 3 أو 4 مقاعد هبوط.     بدايةً من موسم 1954/55 وحتى دمج اتحادات كرة القدم في ألمانيا الشرقية والغربية في 1991/1992 ، كان الدوري يتكون من 14 فريقًا مع مقعدين للهبوط. 
في البداية، تم تشغيل الدوري وفقًا لجدول الخريف-الربيع كما كان تقليديًا في ألمانيا. في الفترة من 1956 إلى 1960 ، تم وضع جدول زمني لربيع وخريف على الطراز السوفيتي (السنة التقويمية). [بحاجة لمصدر] تطلب هذا جولة انتقالية في عام 1955 ، وعلى الرغم من أنه لم يتم الإعلان عن أي بطل رسميًا في ذلك الموسم، فقد انتهى إرتسغيبيرغه آوه في أعلى جدول الدوري.  شهدت الفترة 1961-1962 عودة موسم الخريف والربيع، وتم لعب جدول موسع (39 مباراة مقابل 26 مباراة) مع كل نادٍ قابل الآخرون ثلاث مرات - مرة واحدة في ملعبه، مرة واحدة خارج ملعبه، ومرة واحدة في مكان محايد. 
بعد إعادة توحيد ألمانيا، تم لعب آخر موسم من الدوري في 1990-1991. في العام التالي، تم دمج هيكل الدوري الألماني الشرقي في نظام ألمانيا الغربية تحت إشراف اتحاد كرة القدم الألماني واثنين من أندية دوري ألمانيا الشرقية هانزا روستوك و دينامو دريسدن - انضموا إلى دوري الدرجة الأولى الألماني.

## معرض الصور

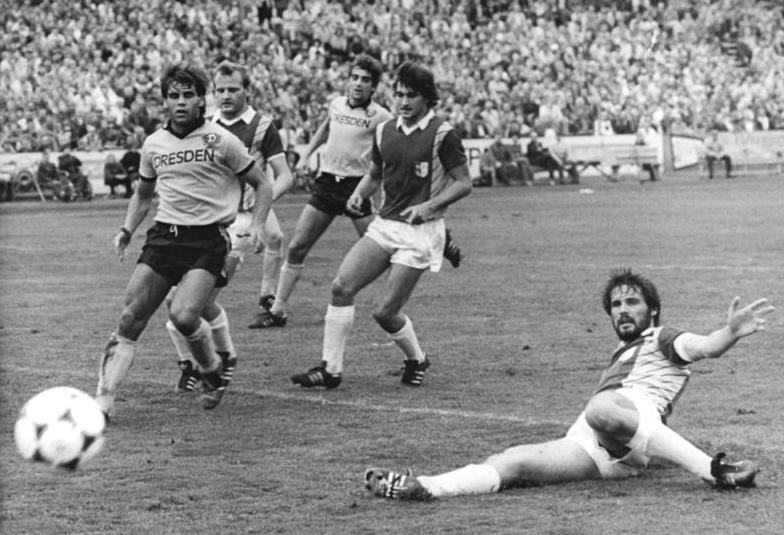
دينامو درسدن ضد ماغديبورغ بتاريخ 23 أغسطس 1986
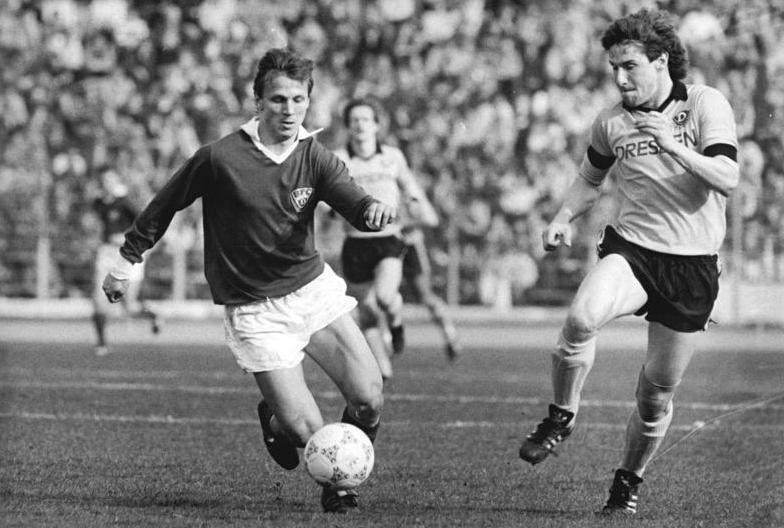
دينامو برلين ضد دينامو درسدن بتاريخ 6 أبريل 1988.
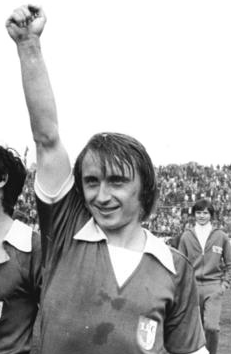
يواخيم شترايش الفائز بجائزة لاعب العام عامي 1979 و1983
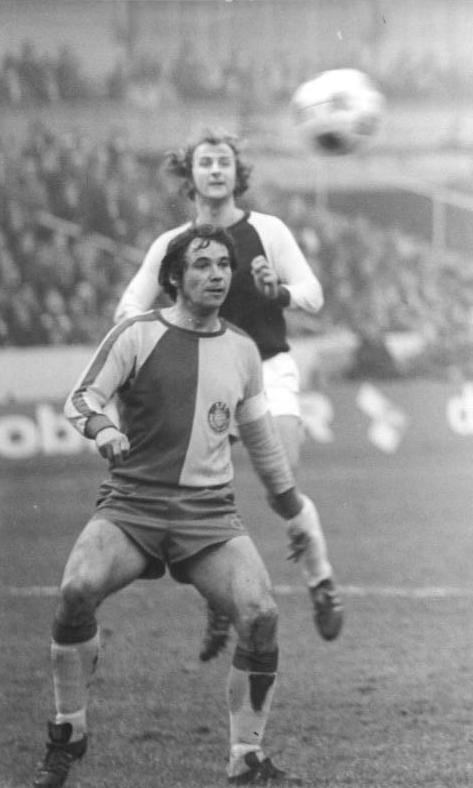
دينامو درسدن ضد لوكوموتيف لايبزيغ بتاريخ 26 فبراير 1976
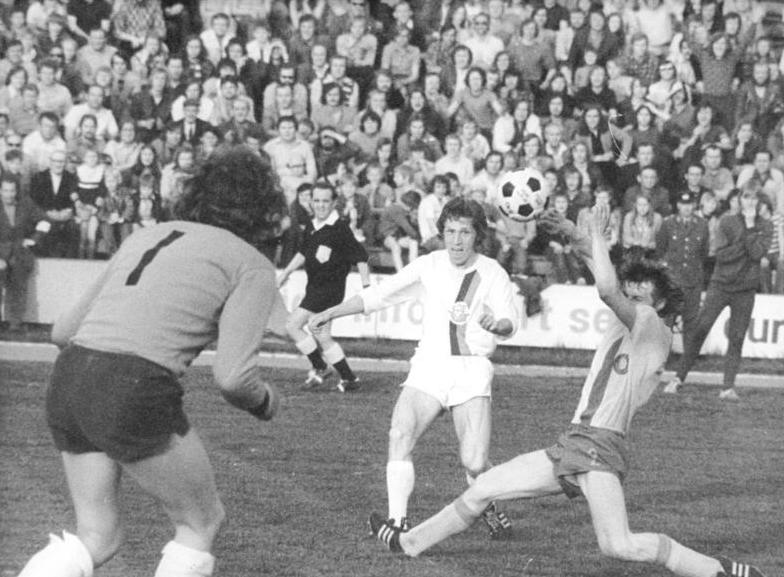
لوكوموتيف لايبزيغ ضد هانزا روستوك بتاريخ 14 مايو 1975
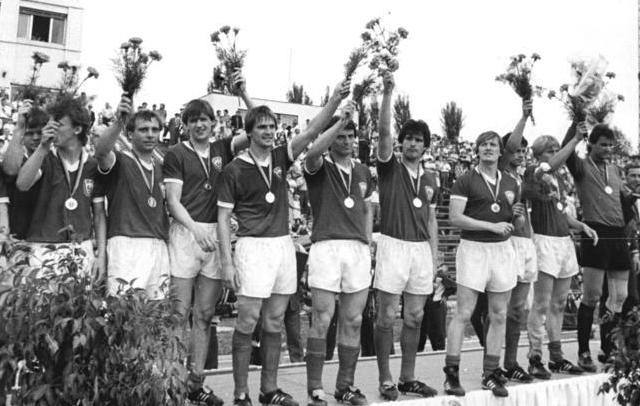
تتويج دينامو برلين بلقب الدوري موسم 1983–84

## سجل الأبطال
| - 1948: بلانيتس (1) - 1949: أونيون هاله (1) - 1949–50: هورخ تسفيكاو (2) - 1950–51: شيمي لايبزيغ (1) - 1951–52: توربينه هاله (2) - 1952–53: دينامو درسدن (1) - 1953–54: توربينه إرفورت (1) - 1954–55: توربينه إرفورت (2) - 1955: فيسموت كارل ماركس شتادت (1) - 1956: فيسموت كارل ماركس شتادت (2) - 1957: فيسموت كارل ماركس شتادت (3) - 1958: فورفايرتس برلين (1) - 1959: فيسموت كارل ماركس شتادت (4) - 1960: فورفايرتس برلين (2) - 1961–62: فورفايرتس برلين (3) | - 1962–63: موتور يينا (1) - 1963–64: شيمي لايبزيغ (2) - 1964–65: فورفايرتس برلين (4) - 1965–66: فورفايرتس برلين (5) - 1966–67: كارل ماركس شتادت (1) - 1967–68: كارل زايس يينا (2) - 1968–69: فورفايرتس برلين (6) - 1969–70: كارل زايس يينا (3) - 1970–71: دينامو درسدن (2) - 1971–72: ماغديبورغ (1) - 1972–73: دينامو درسدن (3) - 1973–74: ماغديبورغ (2) - 1974–75: ماغديبورغ (3) - 1975–76: دينامو درسدن (4) - 1976–77: دينامو درسدن (5) | - 1977–78: دينامو درسدن (6) - 1978–79: دينامو برلين (1) - 1979–80: دينامو برلين (2) - 1980–81: دينامو برلين (3) - 1981–82: دينامو برلين (4) - 1982–83: دينامو برلين (5) - 1983–84: دينامو برلين (6) - 1984–85: دينامو برلين (7) - 1985–86: دينامو برلين (8) - 1986–87: دينامو برلين (9) - 1987–88: دينامو برلين (10) - 1988–89: دينامو درسدن (7) - 1989–90: دينامو درسدن (8) - 1990–91: هانزا روستوك (1) |

## روابط خارجية
- دوري ألمانيا الشرقية في Fussballdaten.de
- الجدول العام لدوري ألمانيا الشرقية